# Bukovica (gmina Škofja Loka)
Bukovica – wieś w Słowenii, w gminie Škofja Loka. W 2018 roku liczyła 183 mieszkańców.